# Gargouille
Pour les articles homonymes, voir gargouille (homonymie).

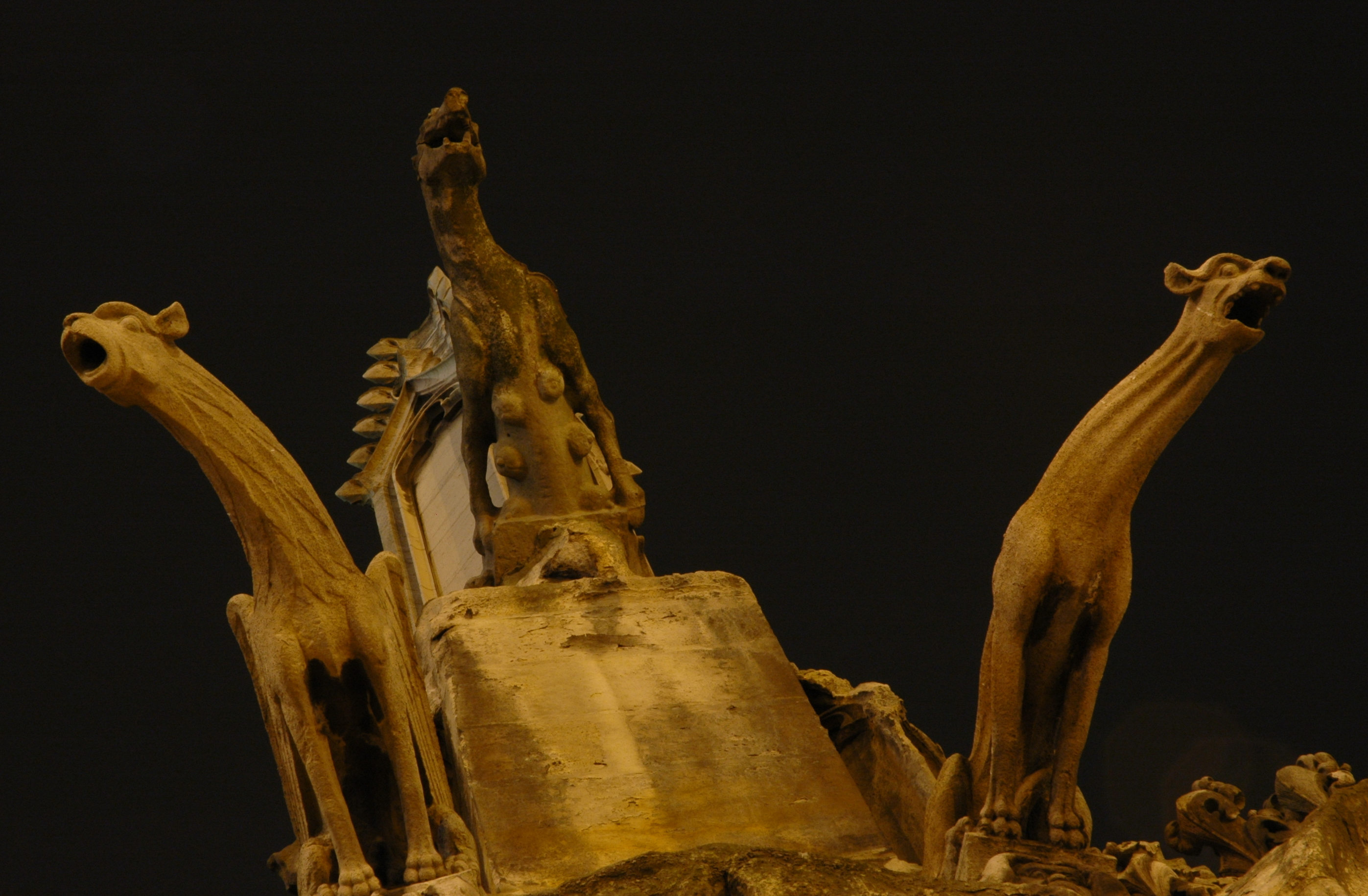
Les gargouilles surplombant le cloître de l'église Saint-Séverin à Paris.

Une gargouille (de la racine onomatopéique garg- « gorge », et de l'ancien français goule « gueule », resté dialectal) est, dans le domaine de l'architecture, une partie saillante d'une gouttière destinée à faire écouler les eaux de pluie à une certaine distance des murs. Ce type d'ouvrage sculpté, généralement en pierre, est souvent orné d'une figure animale ou humaine typique de l'art grotesque roman puis surtout gothique.
Par métonymie, elles désignent toute figure sculptée évacuant de l'eau et représentant le plus souvent un animal monstrueux. Elles sont ainsi présentes dans les temples grecs, les mascarons de fontaines.
Il faut différencier les gargouilles des chimères qui, elles, n'ont pas de fonction de dégorgement et ornent généralement les pinacles et les contreforts.
Une gargouille est par ailleurs une créature légendaire, monstre vaincu par saint Romain, évêque de Rouen.

## Histoire

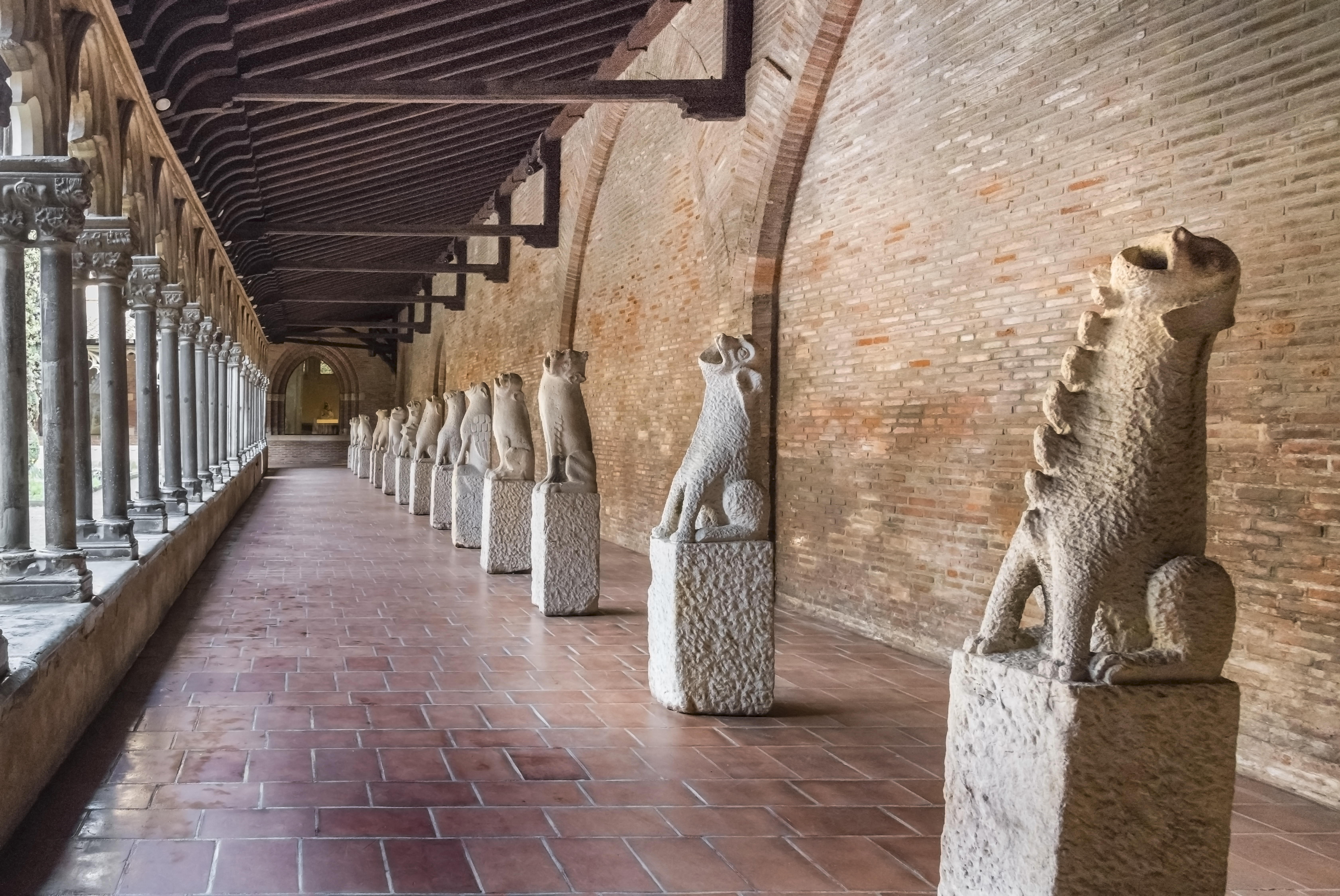
Gargouilles de l'ancienne église des Cordeliers, cloître du musée des Augustins, Toulouse.

Au début du XIIIe siècle apparaissent des chéneaux à la chute des combles visant à améliorer l'évacuation des eaux de pluie qui jusqu'alors s'écoulaient directement sur la voie publique par un jeu de saillies sur les corniches. Ces chéneaux ornés de figures monstrueuses deviennent bientôt des gargouilles, figures sculptées recrachant l'eau par leur gueule. Les premières gargouilles que l'on voit apparaître par exemple vers 1220 sur certaines parties de la cathédrale de Laon sont peu nombreuses et larges. Puis, au cours du XIIIe siècle, elles se multiplient, afin d'accroître les voies d'évacuation et sont plus longues et fines. Elles prennent alors un tour plus décoratif et semblent faire l'objet d'une attention de plus en plus grande des sculpteurs. Elles se systématisent au milieu du siècle. Ainsi, on en trouve en 1225 à Notre-Dame de Paris sur les corniches supérieures, de même qu'à la Sainte-Chapelle, construite dans la décennie 1240. Ce n'est alors plus un buste mais un corps entier qui s'accroche au larmier, et on voit apparaître à Saint-Urbain de Troyes à la fin du XIIIe siècle des gargouilles mettant pour la première fois en scène la figure humaine.
Aux XIVe et XVe siècles, les gargouilles présentent un canon élancé et de nombreux détails avec une tendance de plus en plus narrative. Au début du XVIe siècle, les gargouilles conservent cette allure avant de prendre des formes antiquisantes plus conformes au goût de l'époque.
On trouve des gargouilles en Île-de-France, en Champagne, sur la basse Loire mais elles sont rares en Bourgogne, dans le Centre et le Midi de la France. Là où les matériaux durs sont rares, comme en Normandie, les gargouilles sont courtes et rarement sculptées.

Certaines gargouilles étaient en métal, généralement du plomb, mais elles sont rares à nous être parvenues avant le XVIe siècle. Nous ne connaissons pas de gargouilles en terre cuite.
Illustrations de l'article Gargouilles de Viollet-le-Duc pour son Dictionnaire raisonné de l'architecture française du XIe au XVIe siècle, (tome VI, p. 24-28).

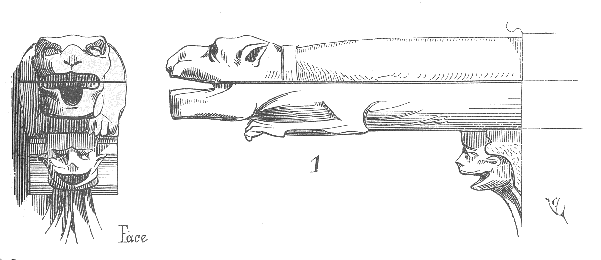
Cathédrale Notre-Dame de Laon, vers 1220.
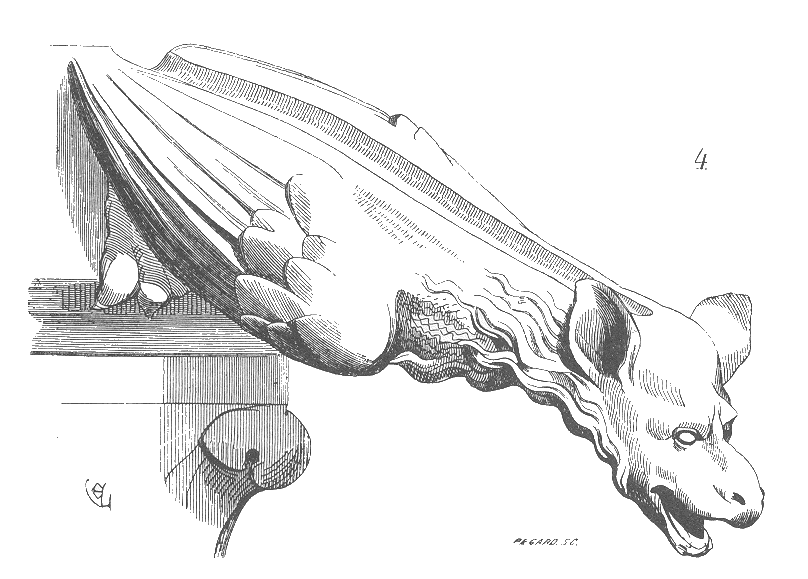
Sainte-Chapelle à Paris.
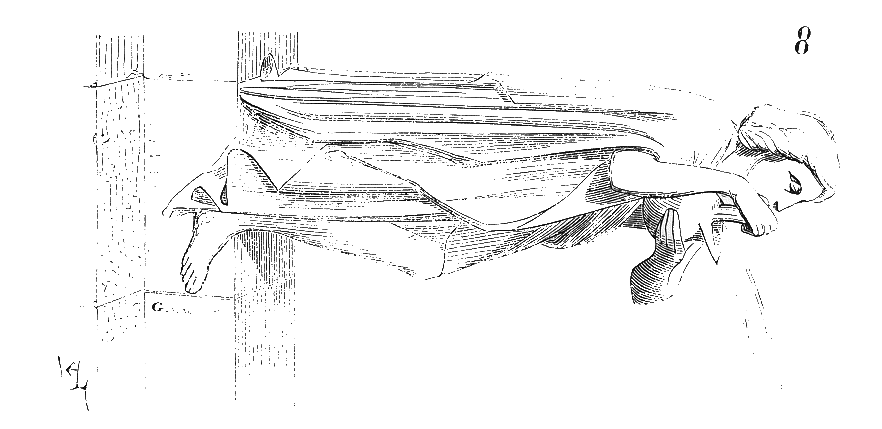
Basilique Saint-Urbain de Troyes.
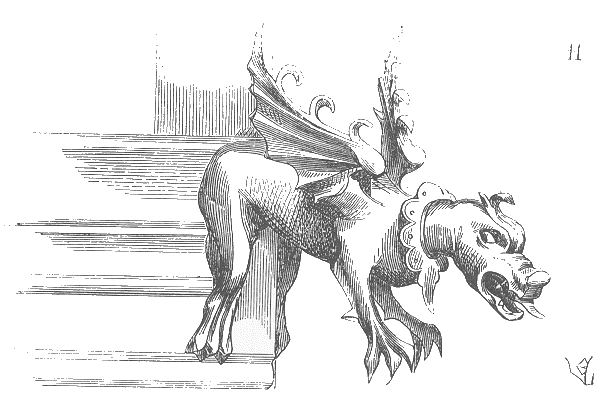
Maison de Vitré, gargouille en plomb repoussé (XVe siècle).

## Typologie

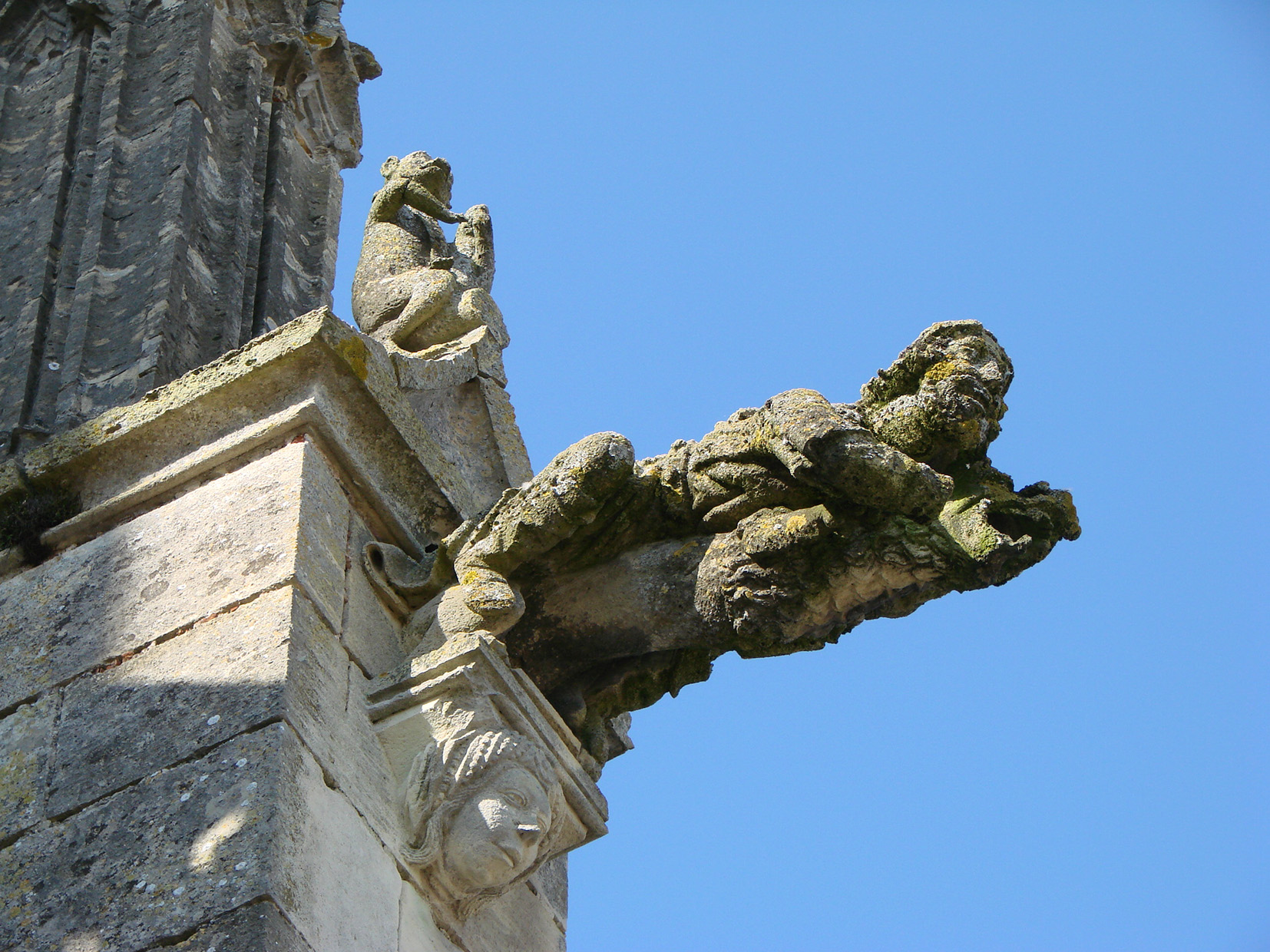
Homme dominant un lion, peut-être Samson et le lion, gargouille de Notre-Dame de l'Épine, fin XVe siècle.

Les gargouilles se caractérisent par leur grande diversité. Ainsi Eugène Viollet-le-Duc souligne qu'il n'y en a pas deux identiques en France, ce qui ne facilite pas leur interprétation. De plus, elles sont très souvent abîmées, du fait de leur position et de leur fonction architecturale, et beaucoup de celles que l'on observe aujourd'hui datent des grandes campagnes de restauration du XIXe siècle. Cependant, grâce à quelques ensembles bien conservés ou ayant fait l'objet de moulages, on peut distinguer plusieurs types de gargouilles :
- des gargouilles animales, avec notamment un nombre important de lions et de chiens. Elles sont largement majoritaires au XIIIe siècle. Aux périodes tardives, ces animaux peuvent être engagés dans des actions diverses, combattant, dominant ou dévorant un autre animal ou un homme, ou encore faisant une action humaine, jouer de la musique par exemple ;
- des gargouilles hybrides ou monstrueuses, par exemple des dragons. On peut trouver des hybrides anthropomorphes ;
- des gargouilles humaines, les premières connues étant celles de Saint-Urbain de Troyes[4]. Elles présentent généralement des attitudes amorales, ivrognerie, acrobatie, figurations de péchés, ainsi un usurier portant sa bourse, ou encore dans des attitudes obscènes. Certaines, tardives, se trouvent engagées dans une narration qui parfois paraît les rattacher à des épisodes bibliques ; ainsi à Notre-Dame de l'Épine un homme dominant un lion rappelle un épisode de la vie de Samson et une femme avec un serpent rappelle la tentation d'Ève[6].

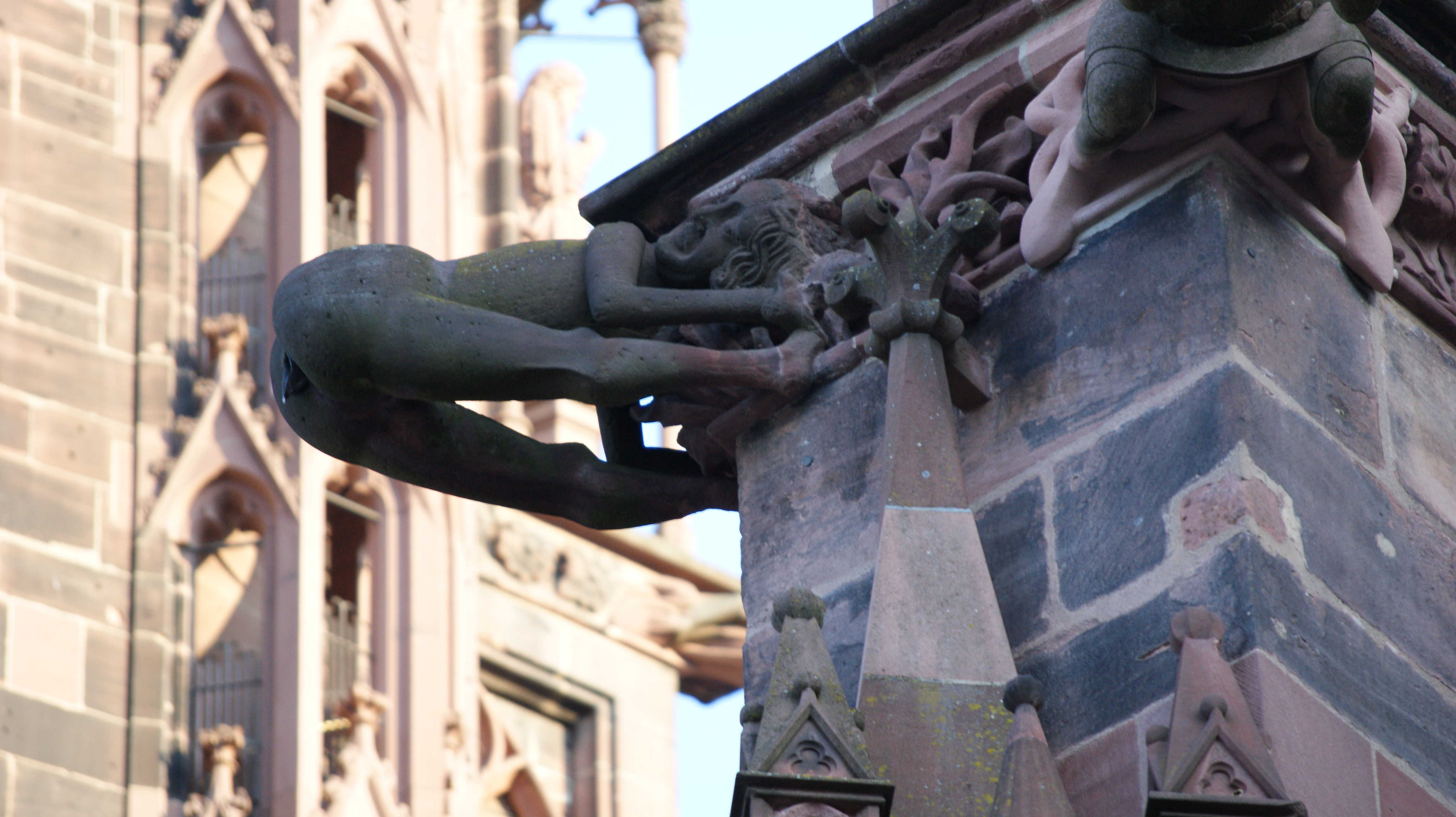
Gargouille à figure humaine montrant ses fesses.

Les gargouilles évacuent généralement l'eau par la bouche ou la gueule, mais d'autres formes existent : une des gargouilles de la cathédrale Notre-Dame de Fribourg représente une figure nue, humaine, aux longs cheveux, qui montre ses fesses dénudées, d'où l'eau s'écoule. On raconte qu’elle aurait été sculptée par un artisan mécontent de son salaire et du retard de son paiement.

## Interprétations
Frappantes par leur expressivité mais mal renseignées par les textes, les gargouilles ont fait l'objet de très nombreuses interprétations. Ainsi au XIXe siècle on a pu en proposer plusieurs aujourd'hui dépassées ; Charles-Auguste Auber les donne pour des diables vaincus, tandis que selon Joris-Karl Huysmans, elles ont pour fonction de vomir les vices hors de l'église, enfin pour Émile Mâle, elles ne sont que des fantaisies de sculpteurs, reflet d'une culture populaire.
Aujourd'hui on s'accorde sur leur efficacité symbolique ; elles sont apotropaïques, elles repoussent le mal et sont en quelque sorte les gardiennes de l'édifice, contre les démons mais aussi contre les pécheurs. Plusieurs textes médiévaux nous permettent de le penser, ainsi le récit par le prédicateur Étienne de Bourbon de la mort d'un usurier, métier réprouvé par le christianisme, tué par la chute d'une bourse de pierre que portait une gargouille. La présence récurrente d'animaux effrayants tels que le lion, le dragon ou encore le chien alimente cette interprétation de gargouilles gardiennes.
Les gargouilles obscènes qui ont tant frappé les esprits, animaux au sexe disproportionné, hommes et femmes montrant leur sexe ou leur anus, semblent, elles aussi, avoir vocation à protéger le bâtiment. On sait en effet que depuis l'Antiquité les images à caractère sexuel sont utilisées pour faire fuir les démons, et le Moyen Âge a produit de nombreuses enseignes profanes figurant des images sexuelles qui devaient protéger leurs porteurs.
Avec la multiplication des figures humaines et la liberté de plus en plus grande des sculpteurs on pense que les gargouilles ont progressivement joué un rôle moral, visant à moquer les travers de la société, y compris de l'Église ; ainsi un prédicateur, Jean Bromyard, compare le clergé fainéant aux gargouilles. Les figures obscènes visant à faire peur aux démons auraient de plus en plus cherché à faire rire ; on sait aussi que, depuis l'Antiquité, faire rire le démon est une bonne manière de l'éloigner, et cette dimension morale des gargouilles tardives est donc compatible avec son efficacité symbolique.

## Intérêt moderne pour les gargouilles

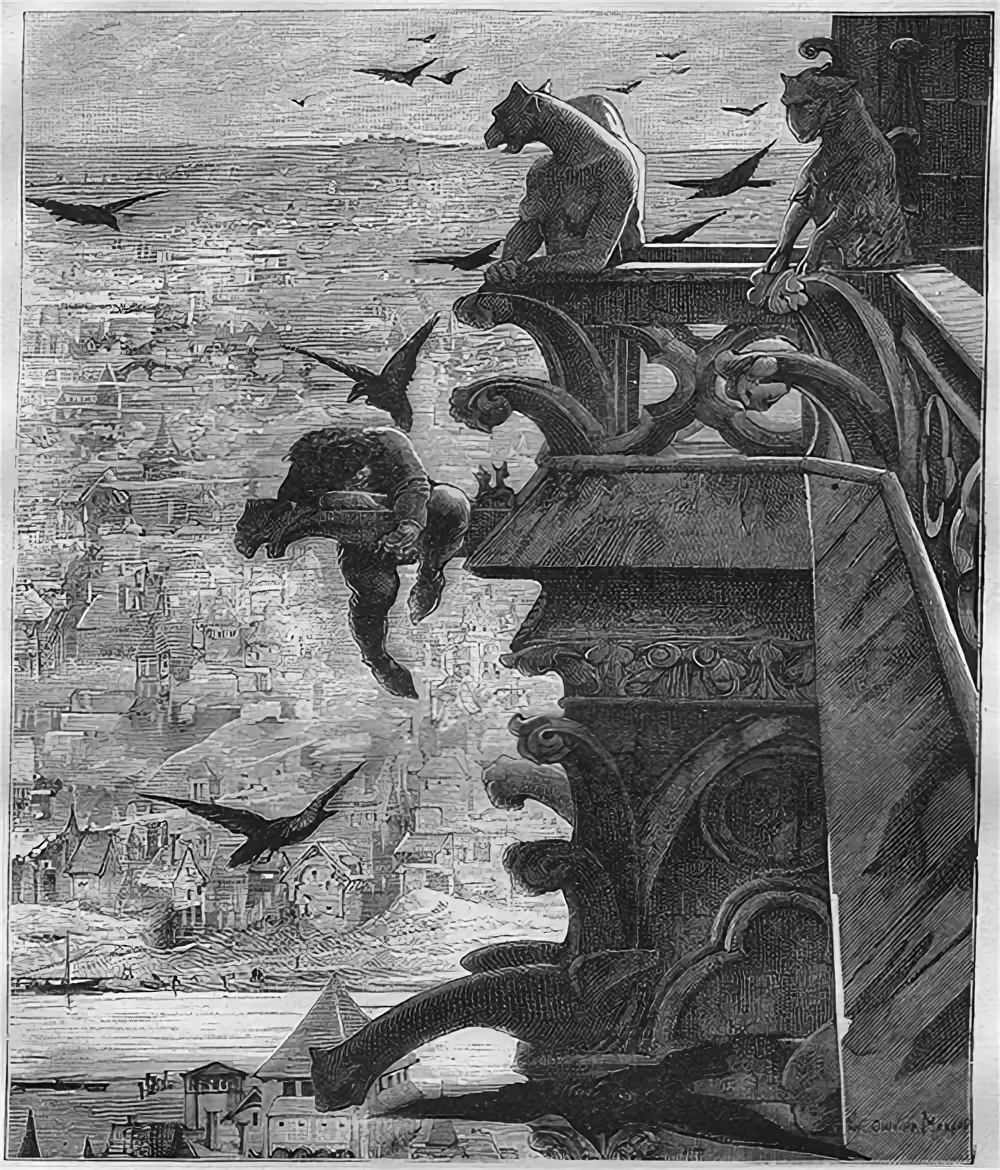
Quasimodo et les gargouilles, illustration par Luc-Olivier Merson pour l'édition de 1882 du roman Notre-Dame de Paris de Victor Hugo.

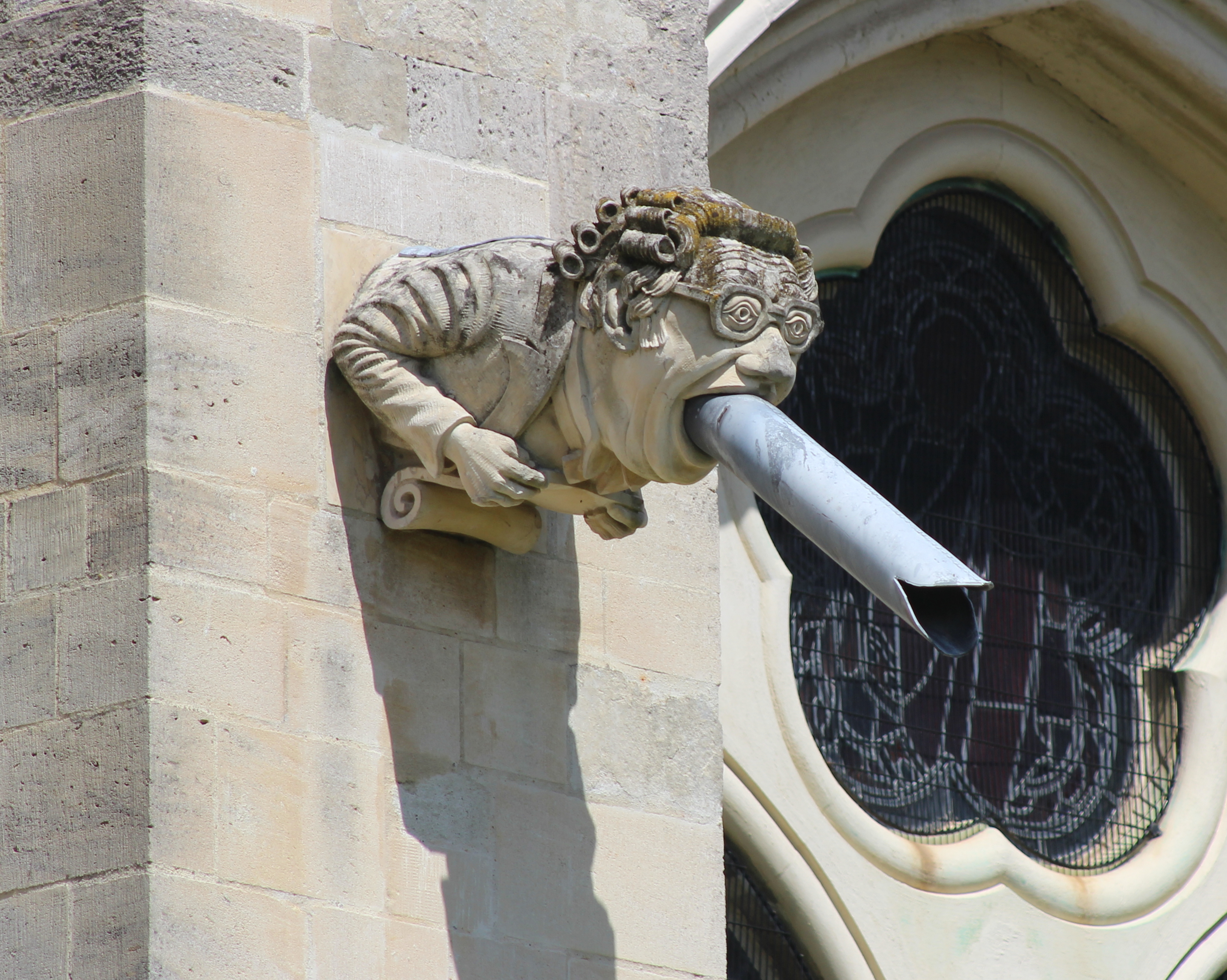
Gargouille moderne, la cathédrale de Chichester, montrant une trombe.

Au XIXe siècle naît une fascination nouvelle pour les gargouilles et les chimères des cathédrales. On considère généralement que Victor Hugo en est à l’origine ; après avoir chanté dans « La bande noire » l’architecture médiévale, il fait des gargouilles des personnages centraux de son roman Notre-Dame de Paris, publié en 1831. Ainsi la laideur monstrueuse de Quasimodo fait écho aux gargouilles grotesques parmi lesquelles il vit. Pourtant, les gargouilles de Notre-Dame ont presque toutes été déposées au cours des siècles précédents et notamment lors de la campagne de restauration de 1792, car ne convenant pas au goût néoclassique du temps. Eugène Viollet-le-Duc et Jean-Baptiste-Antoine Lassus les font participer de leur restauration du monument, remplaçant les gargouilles détruites au siècle précédent et en ajoutant de nouvelles ainsi que cinquante-six chimères, dont le fameux stryge ornant la galerie ; ces sculptures sont réalisées par l’équipe de Victor-Joseph Pyanet. Ces œuvres découlent de l’observation d’autres monuments et d’une campagne de moulage orchestrée par Viollet-le-Duc pour le musée de Sculpture comparée, actuelle Cité de l'architecture et du patrimoine, notamment une série de gargouilles de Notre-Dame de Laon et une autre de Saint-Urbain de Troyes, mais lui et Lassus s’inspirent aussi dans leurs dessins de l’œuvre d’Hugo.
Figures récurrentes du romantisme, les gargouilles sont encore aujourd’hui des emblèmes du Moyen Âge ; on retrouve ainsi les gargouilles de la cathédrale Notre-Dame de Paris dans l’adaptation par Disney du roman d’Hugo, Le Bossu de Notre-Dame.